# Brittany Murphy
Brittany Anne Murphy z domu Bertolotti (ur. 10 listopada 1977 w Atlancie, zm. 20 grudnia 2009 w Los Angeles) – amerykańska aktorka filmowa i piosenkarka.

## Życiorys
Jej rodzicami byli Sharon Murphy i Angelo Bertolotti, którzy rozwiedli się krótko po narodzinach córki. Mieszkała z matką w New Jersey. Była baptystką, uczęszczała natomiast do szkoły luterańskiej.
Gdy miała dziewięć lat, zagrała w musicalu Nędznicy. W wieku 14 lat zagrała w serialu Drexell’s Class, gdzie wcieliła się w rolę Brendy Drexell. Na dużym ekranie zadebiutowała w Almost Home. Pozycję w Hollywood ugruntowała występami w filmach: Clueless, Przerwana lekcja muzyki, Nikomu ani słowa i 8. Mila. Zagrała główną rolę nastoletniej Jody Marken w slasherze Krew niewinnych. Zagrała także w projektach niezależnych, takich jak Siedem żyć, które stało się faworytem Independent Spirit Awards 2007.
Straciła pozycję supergwiazdy w Hollywood po przejściu operacji plastycznych, którym jednak zaprzeczała. Wiosną 2006 wraz z Paulem Oakenfoldem nagrała singiel „Faster Kill Pussycat”, a następnie pracowała nad swoim debiutanckim albumem.
W maju 2007 poślubiła scenarzystę Simona Monjacka. Ostatni raz pojawiła się publicznie 1 grudnia 2009 na premierze filmu Across The Hall w Laemmle Music Hall w Los Angeles.

## Śmierć
Zmarła 20 grudnia 2009 z powodu rozległego zapalenia płuc i ostrej anemii w połączeniu z intoksykacją różnymi lekami. 23 maja 2010 z powodu zatrzymania akcji serca zmarł jej mąż, Simon Monjack.

## Filmografia

### Filmy fabularne
- 1993: Rodzinne marzenia (Family Prayers) jako Elise
- 1995: Słodkie zmartwienia (Clueless) jako Tai Fraiser
- 1996: Podwójne ryzyko (Double Jeopardy) jako Julia Marie Neuland
- 1996: Spojrzenie mordercy (Freeway) jako Rhonda
- 1997: Bongwater jako Mary
- 1997: Odjazd (Drive) jako Deliverance Bodine
- 1998: Phoenix jako Veronica
- 1998: Zack i Reba (Zack and Reba) jako Reba Simpson
- 1998: David i Lisa (David and Lisa) jako Lisa
- 1998: Zwyczajne marzenia (Falling Sky) jako Emily Nicholson
- 1998: Armia Boga II (The Prophecy II) jako Izzy
- 1999: Zabójcza piękność (Drop Dead Gorgeous) jako Lisa Swenson
- 1999: Arytmetyka diabła (The Devil’s Arithmetic) jako Ryfka
- 1999: Przerwana lekcja muzyki (Girl, Interrupted) jako Daisy Randone
- 2000: Wspólny mianownik (Common Ground) jako Dorothy Nelson
- 2000: Angels! jako pielęgniarka Bellows
- 2000: The Audition jako Daniella
- 2000: Trixie jako Ruby Pearli
- 2000: Krew niewinnych (Cherry Falls) jako Jody Marken
- 2001: Sidewalks of New York jako Ashley
- 2001: Letnia przygoda (Summer Catch) jako Dede Mulligan
- 2001: Chłopaki mojego życia (Riding In Cars With Boys) jako Fay Forrester
- 2001: Nikomu ani słowa (Don’t Say a Word) jako Elisabeth Burrows
- 2002: Something In Between jako Sky
- 2002: Spun jako Nikki
- 2002: 8. Mila (8 Mile) jako Alex
- 2003: Dobry piesek (Good Boy!) jako Nelly (głos)
- 2003: Dziewczyny z wyższych sfer (Uptown Girls) jako Molly Gunn
- 2003: Nowożeńcy (Just Married) jako Sarah McNerney
- 2004: Czarna książeczka (Little Black Book) jako Stacy
- 2005: Nigdylandia (Neverwas) jako Maggie Blake
- 2005: Sin City: Miasto grzechu (Sin City) jako Shellie
- 2006: Happy Feet: Tupot małych stóp (Happy Feet) jako Gloria (głos)
- 2006: Siedem żyć (The Dead Girl) jako Krista Anne Kutcher
- 2006: Tydzień kawalerski (The Groomsmen) jako Sue
- 2008: Futurama: Potwór o miliardzie grzbietów (Futurama: The Beast with a Billion Backs) jako Colleen O’Hallahan (głos)
- 2006: Miłość i inne nieszczęścia (Love and Other Disasters) jako Emily ‘Jacks’ Jackson
- 2008: Miłość o smaku Orientu (The Ramen Girl) jako Abby
- 2009: Termin (Deadline) jako Alice
- 2009: Triumf pamięci (Tribute) jako Cilla McGowan
- 2009: Po drugiej stronie korytarza (Across the Hall) jako June
- 2009: Krytyczne 24 godziny (MegaFault) jako dr Amy Lane
- 2010: Bez śladu (Abandoned) jako Mary Walsh (premiera po śmierci aktorki)
- 2014: Złego coś się skrada (Something Wicked) jako Susan Webb (premiera po śmierci aktorki)

### Seriale telewizyjne
- 1991: Murphy Brown jako siostra Franka
- 1991–1992: Drexell’s Class jako Brenda Drexell
- 1992: Kids Incorporated jako Celeste
- 1992: Parker Lewis (Parker Lewis Can’t Lose) jako Angie
- 1993: Almost Home jako Molly Morgan
- 1993: Blossom jako Wendy
- 1994: Frasier jako Olsen
- 1994: Ich pięcioro (Party of Five) jako Abby
- 1994–1995: Jak dwie krople czekolady (Sister, Sister) jako Sarah
- 1995: Chłopiec poznaje świat (Boy Meets World) jako Trini
- 1995: Szeryf (The Marshal) jako Lizzie Roth
- 1995: SeaQuest (SeaQuest DSV) jako Christine VanCamp
- 1995: Morderstwo (Murder One) jako Diane ‘Dee-Dee’ Carson
- 1996: Nash Bridges jako Carrie
- 1996: Słodkie zmartwienia (Clueless) jako Jasmine
- 1997–2009: Bobby kontra wapniaki (King of the Hill) jako Luanne Platter (głos)
- 1999–2000: Pepper Ann jako ósmoklasistka (głos)

### Producent
- 2008: Miłość o smaku Orientu (The Ramen Girl)